# Оливье, Эрнест
Джо́зеф Эрне́ст Оливье́ (6 января 1844 — 26 января 1914) — французский энтомолог и ботаник, известен как специалист по светлячкам (Lampyridae). 

## Биография
Эрнест Оливье был основателем и редактором журнала Revue scientifique du Bourbonnais et du centre de la France (1888). Он также занимался политикой, занимал пост городского советника, а затем и мэра в Шемийи (Алье), был основателем газеты Gazette de l'Allier. 
Был членом Энтомологического общества Франции и Энтомологического общества Лондона. 
Приходится внуком энтомологу Гийому Антуану Оливье.